# Ельблонзький канал

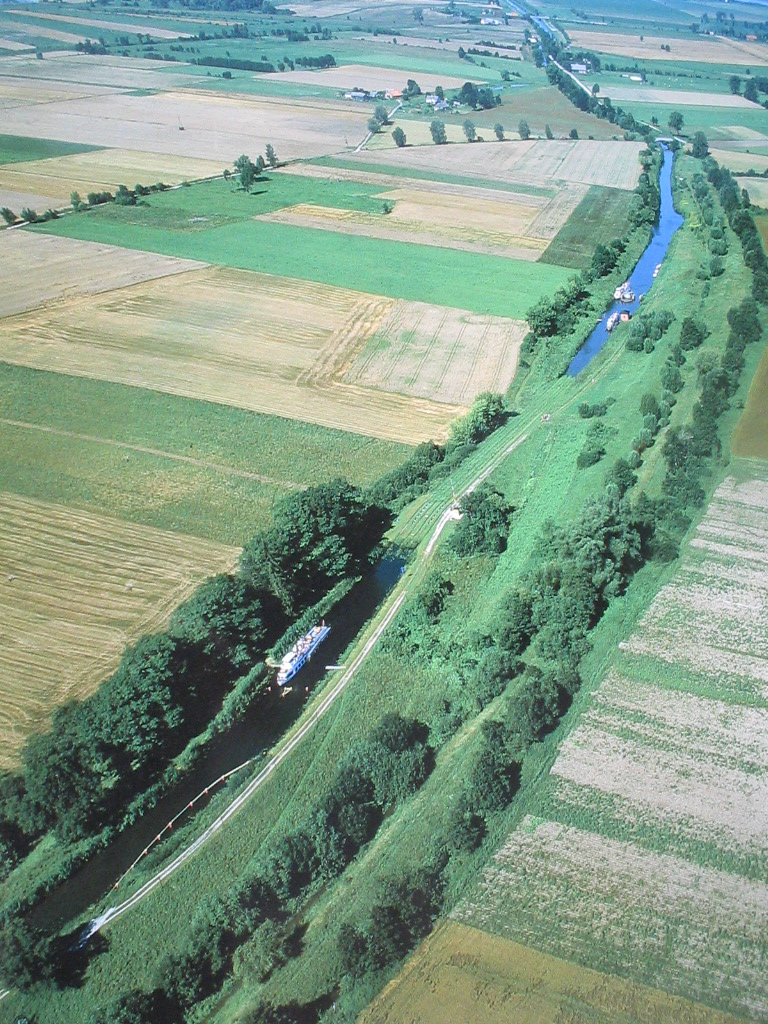
Аерознімок, що показує ділянку волоку

Острудсько-Ельблонзький канал (пол. Kanał Elbląski, нім. Oberländischer Kanal) — канал поблизу польського міста Ельблонг, поєднує Ілавське поозер'я (систему озер в околицях міст Ілава й Оструда) з Віслинською затокою Балтійського моря. Весь розташований у межах Вармінсько-Мазурського воєводства. За опитуванням «Газети Виборчої», проведеним 2007 року, визнаний одним із семи чудес Польщі.

## Історія

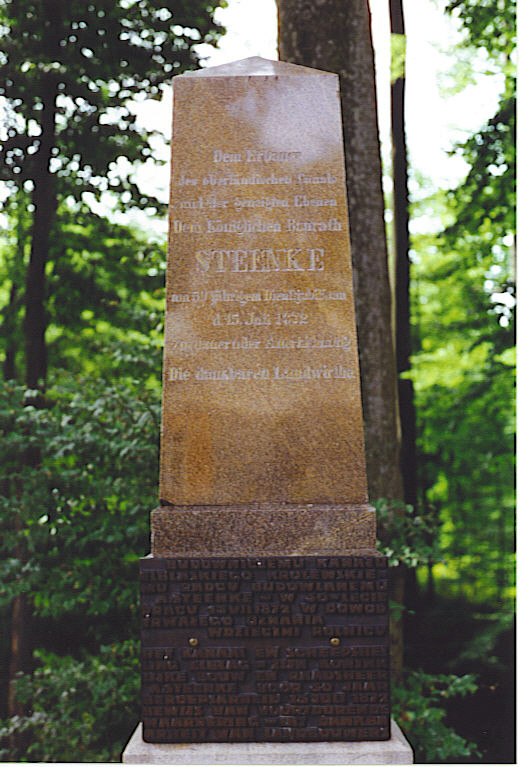
Пам'ятник інженеру Штеєнке

Територія, де розташований канал, відійшла до Польщі від Німеччини за Потсдамським договором 1945 року. Ідея поєднати багаті озера (разом їх налічується близько 9 000) з Віслинською затокою виникла в німців давно, але проблема полягала в тому, що на відносно короткій ділянці — 9,6 км - перепад висоти становив близько 99,5 м, тому будувати шлюзи було неможливо.
Проєкт каналу розробив прусський інженер Георг Якоб Штеєнке 1825 року, який працював при дворі Фрідріха I та Фрідріха II. Проєкт мав на меті будівництво водного шляху для господарського з'єднання Східної Пруссії з Балтикою.
Утім, той проєкт чекав свого часу майже 20 років (1825–1844), ніхто його не фінансував. Після тривалих поневірянь Штеєнке домігся аудієнції в короля, де й виклав свою ідею. Король сприйняв ідею прохолодно, але тим не менше, реалізація проєкту почалась 1848 року — спочатку знизили рівень озер в середньому на 2 м, будували на них шлюзи. Основні роботи завершили до 1852 року, остаточно - 1860.
За часів Другої світової війни канал було зруйновано, але вже 1947 ним пройшов перший туристичний пароплав.

## Опис

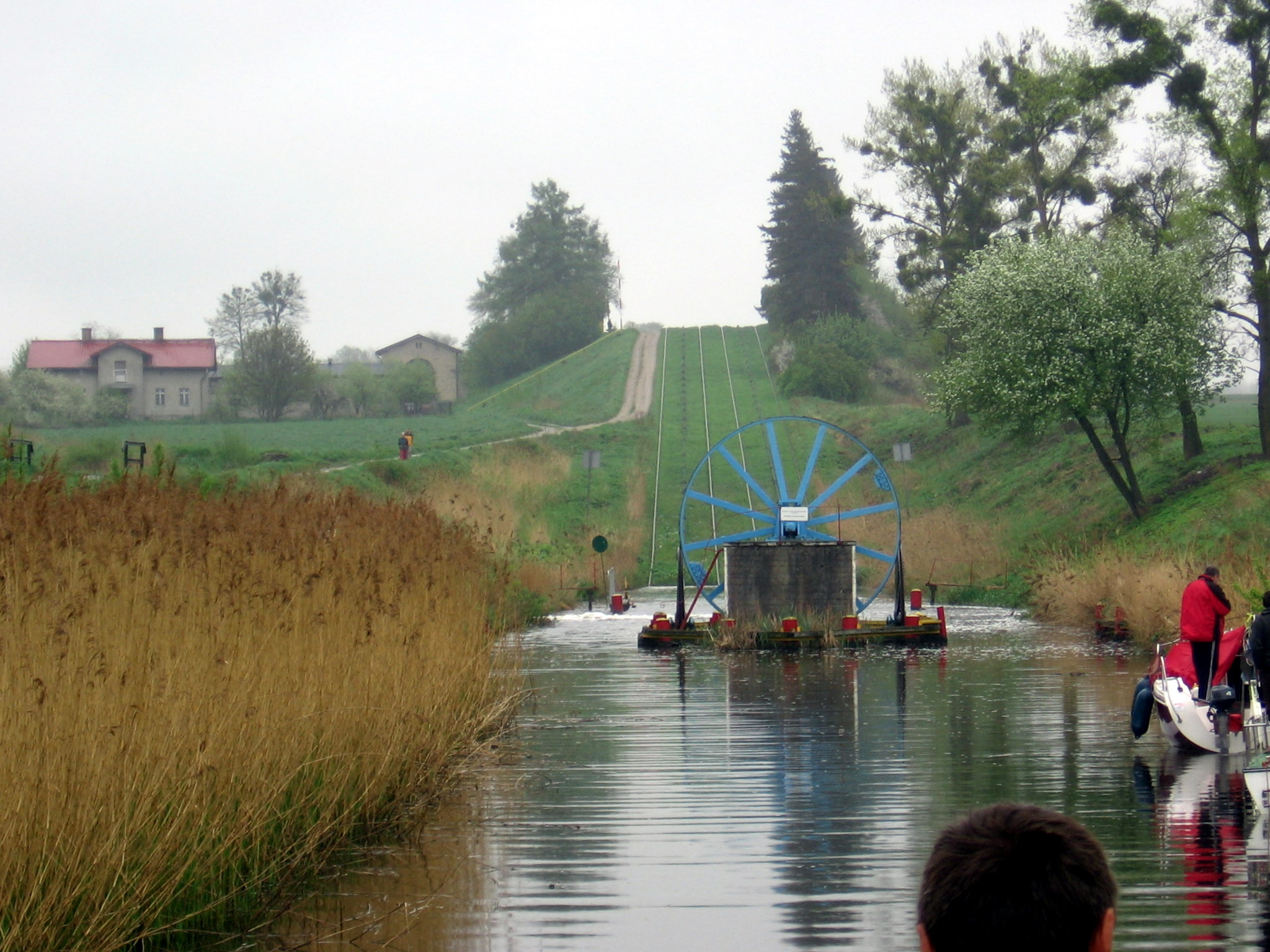
Один із фунікулерів у каналі

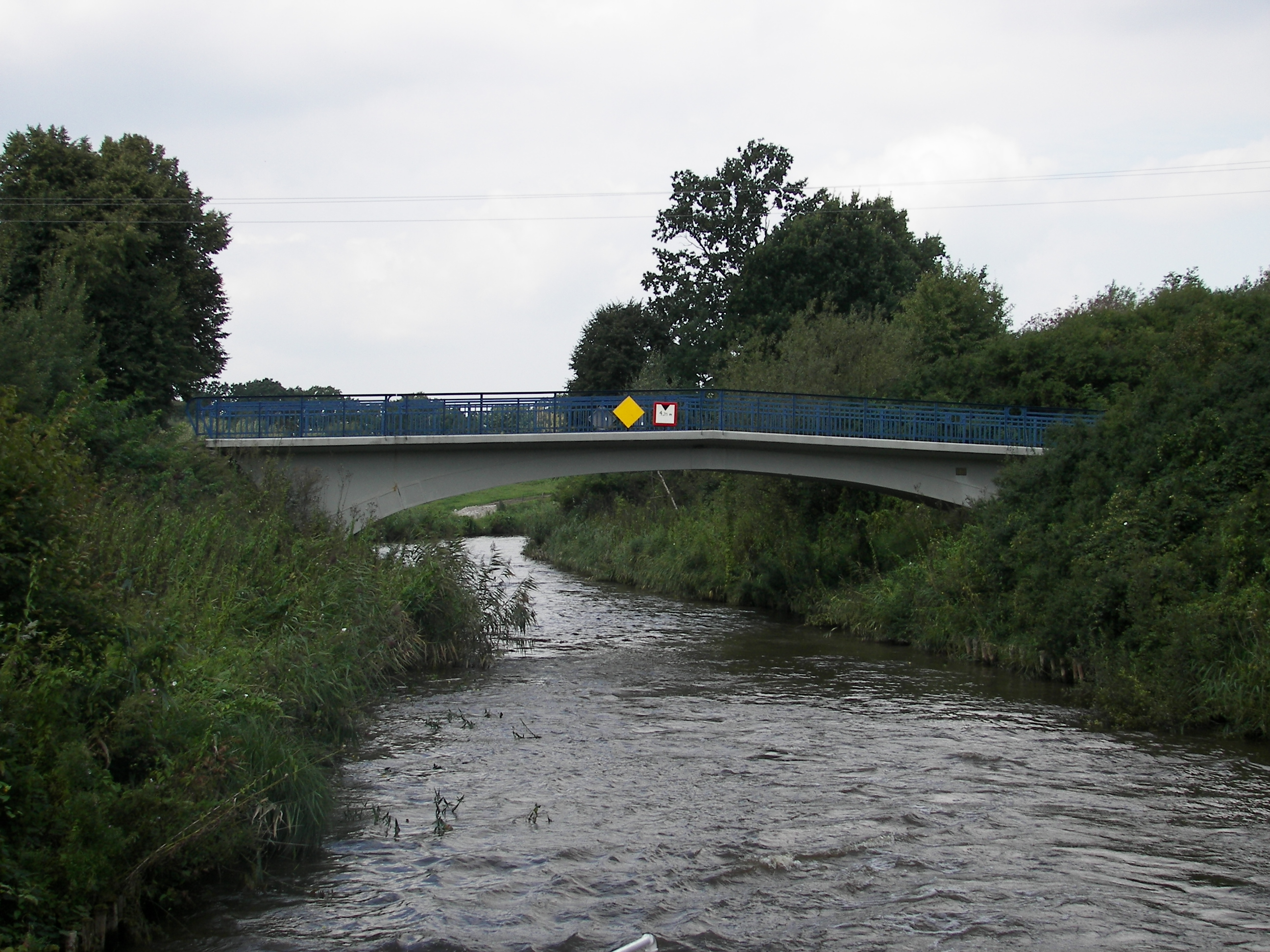
Вигляд на канал

Довжина головного ходу каналу складає 82 км. Окрім того, він має кілька відгалужень, а саме:
- Оструда — Ілава (48 км),
- Оструда — Старе Яблонки (16,8 км),
- Міломлин — Ілава (31 км).

Найбільш незвичайна частина каналу, завдяки якій він набув відомості — невелика ділянка (9,6 км) зі значним перепадом висоти (понад 100 метрів). На тій ділянці зведено систему з п'яти суднопідіймачів, що перевозять судна сушею. За принципом дії суднопідіймач нагадує фунікулер. Суднопідіймачі донині рухаються за допомогою оригінальних гідравлічних механізмів, збережених із часів будівництва. Також канал має два шлюзи.
Канал пропускає невеликі судна водотоннажністю до 50 тонн.
Пасажирське судноплавство каналом здійснює Острудсько-Ельблонзьке пароплавство (пол. Żegluga Ostródzko — Elbląska). Канал також відкритий для проходу приватних суден, яхт і катерів.

## Галерея

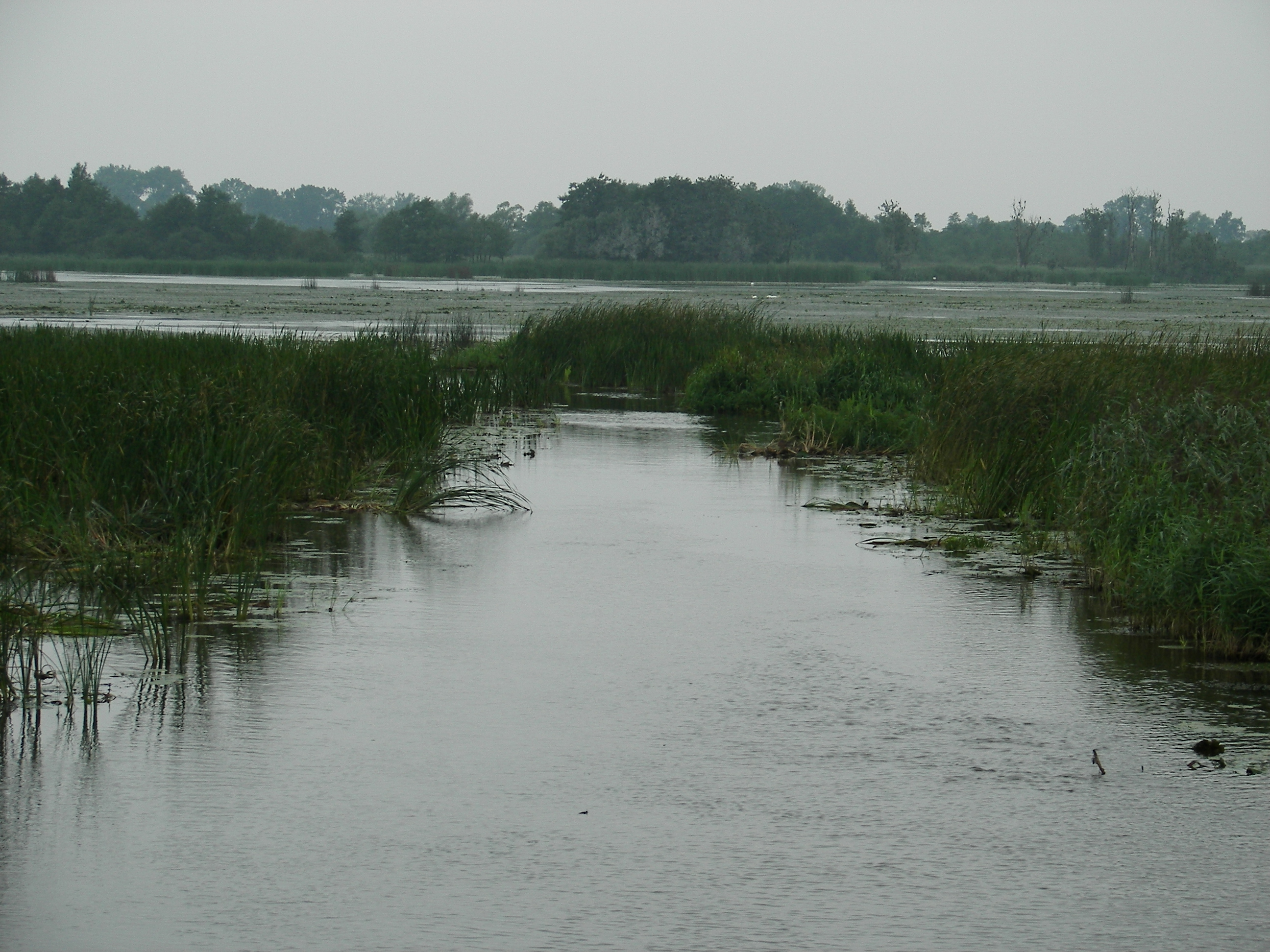
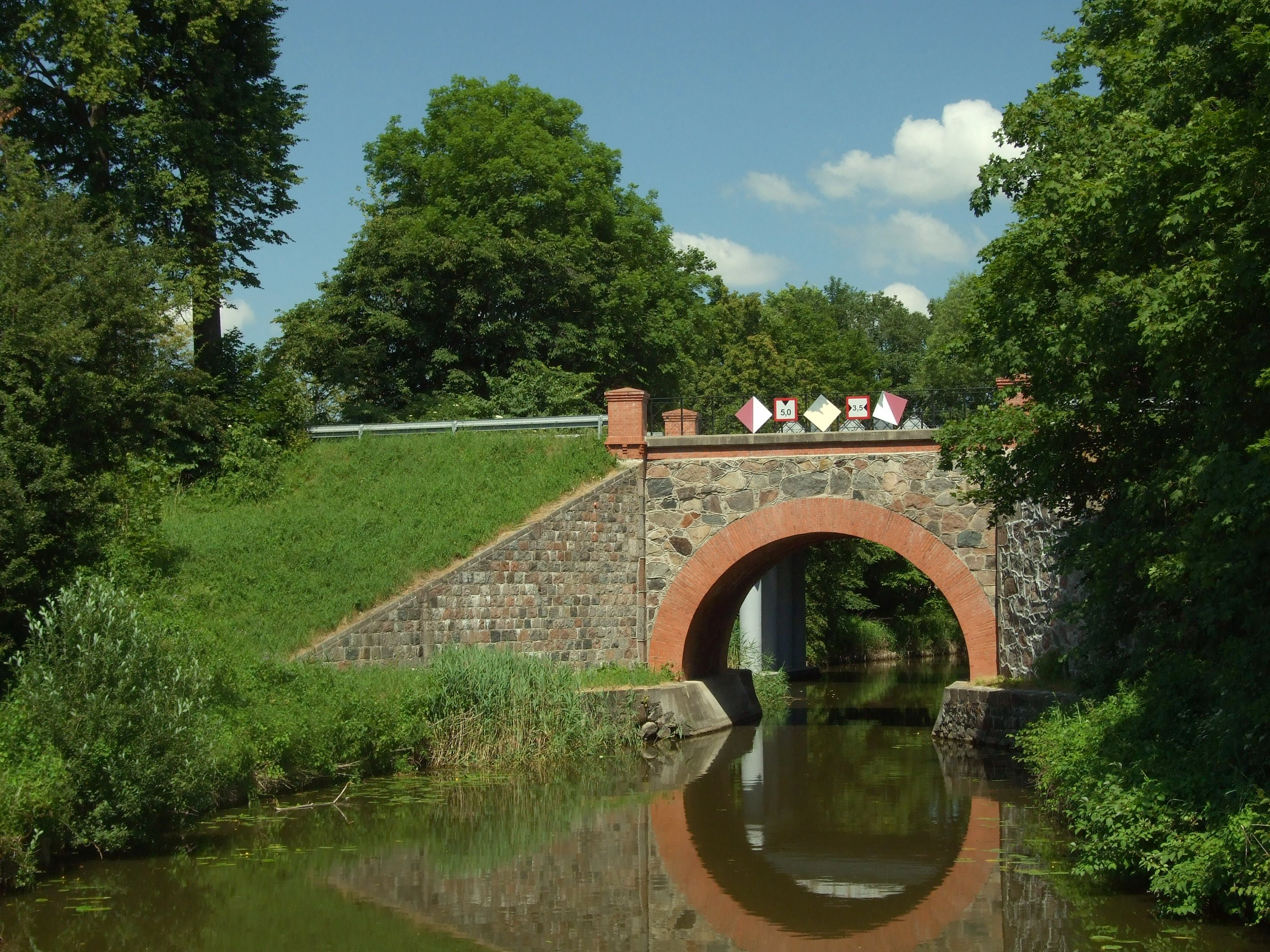
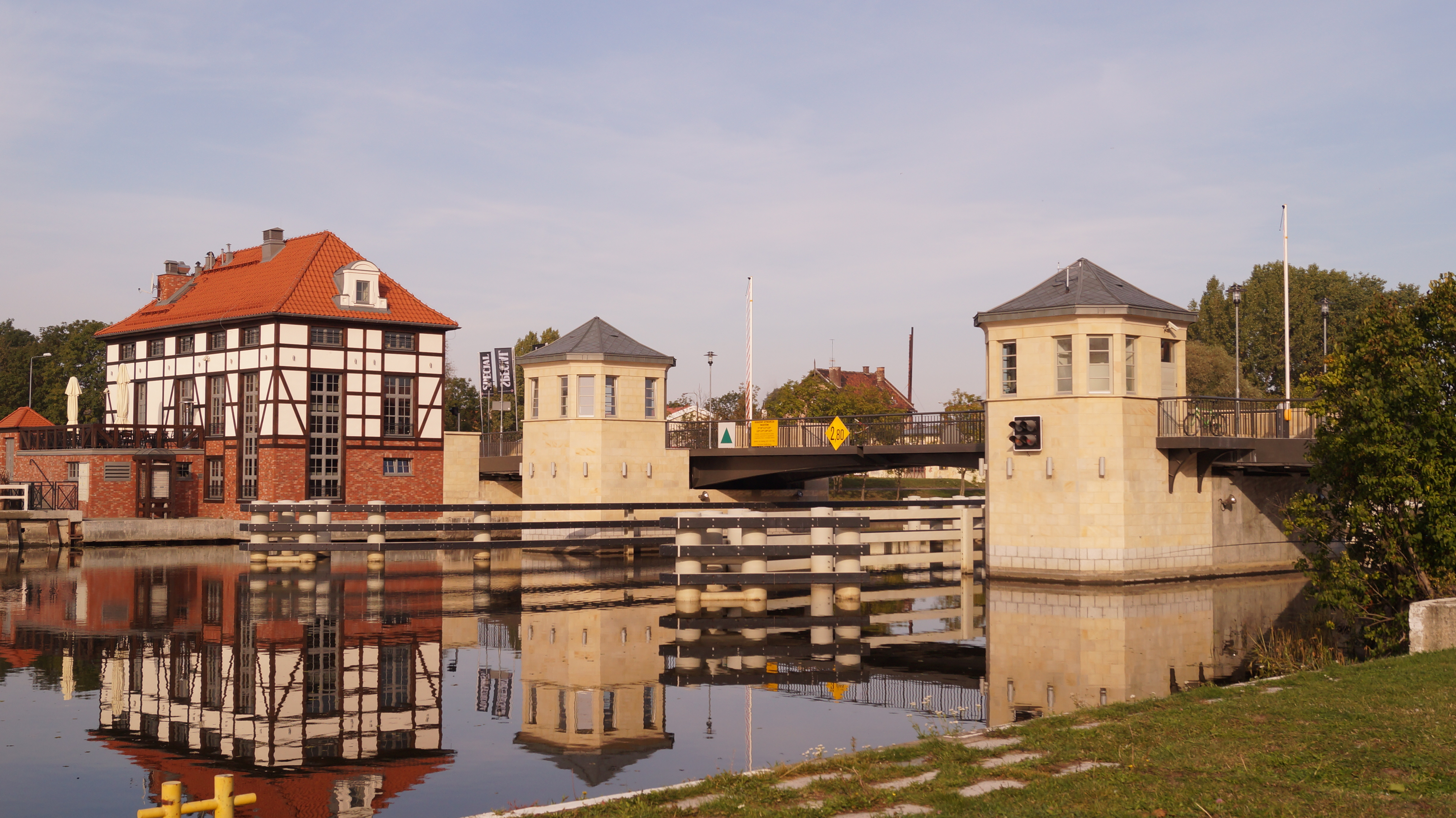
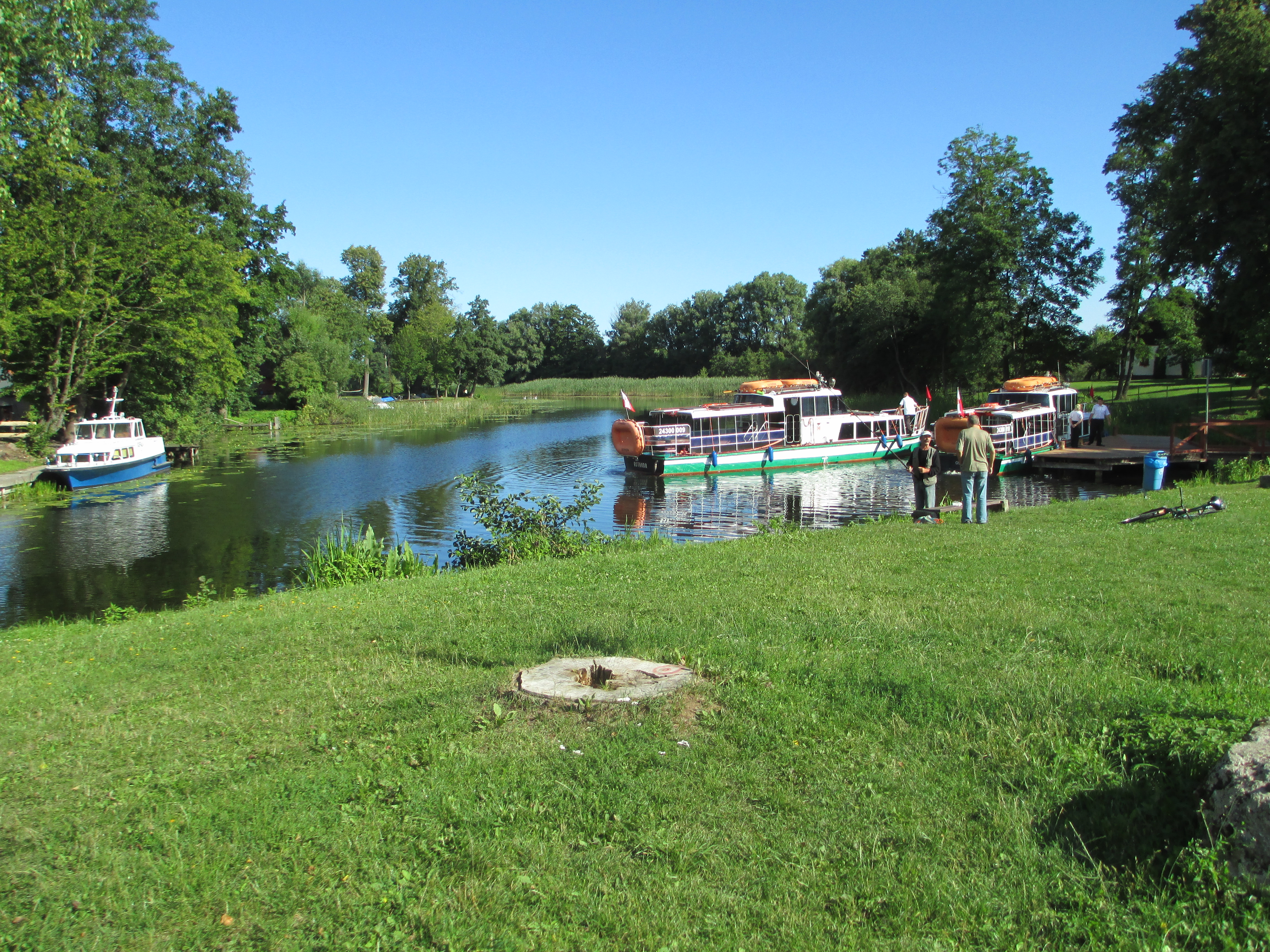
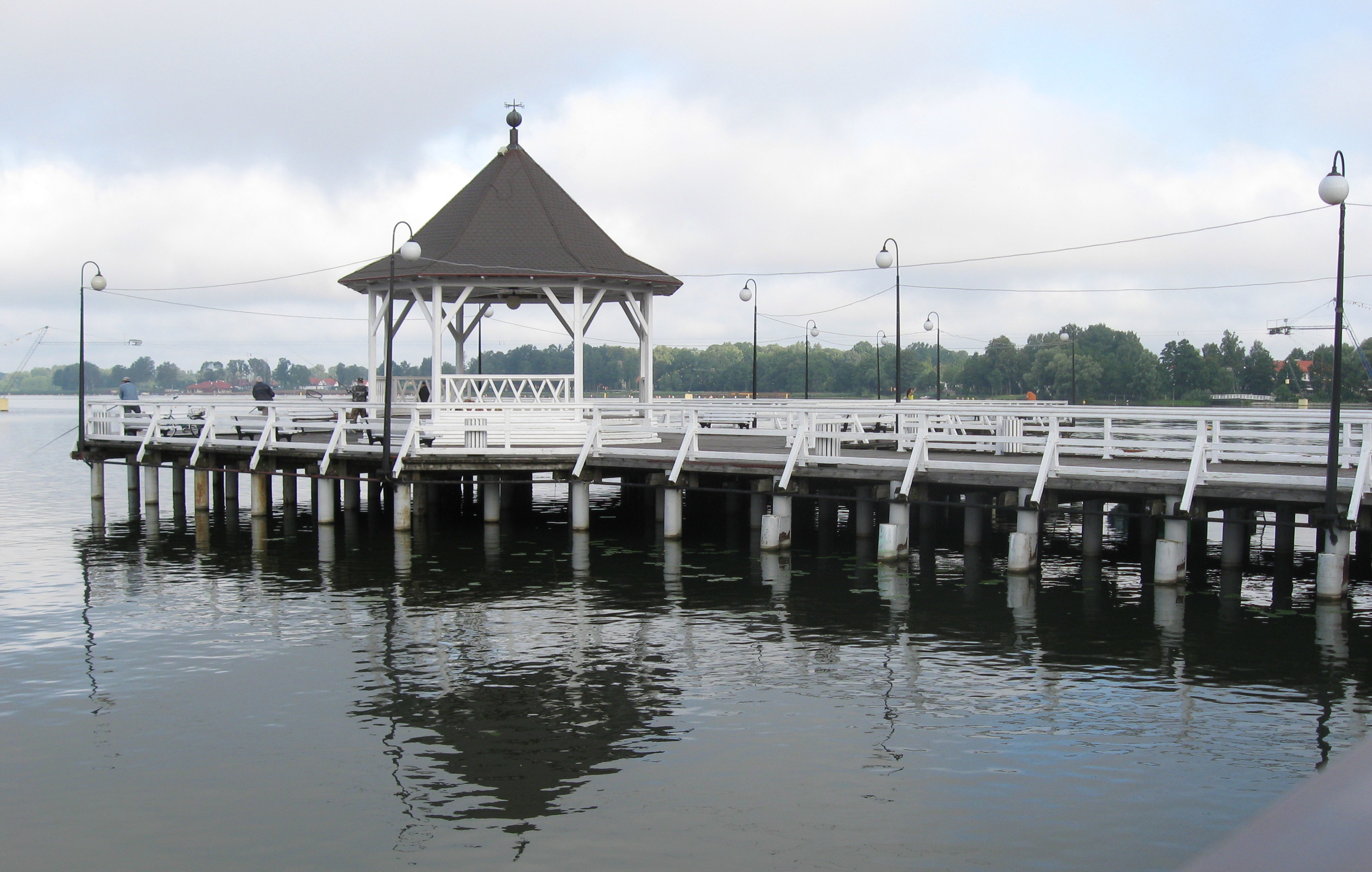
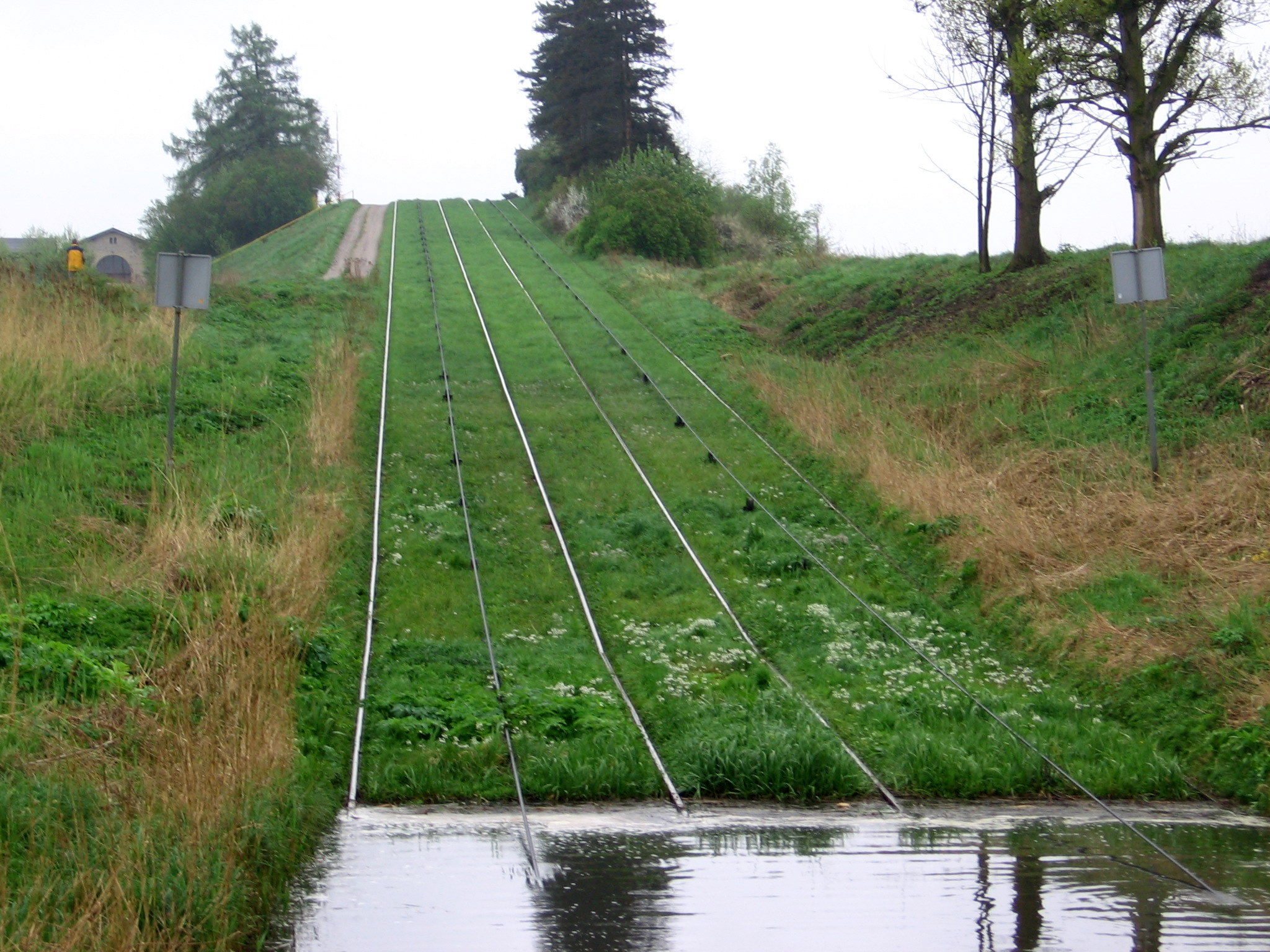